# 埃塞俄比亚
衣索比亞联邦民主共和国（拉丁化：ye'ītiyop'iya federalawī dīmokirasīyawī rīpebilīki），简称衣索比亞（ኢትዮጵያ，ʾĪtyōṗṗyā，读音ⓘ）或衣國，是位於非洲之角的主權國家。北部與東北部與厄立特里亚接壤，東部與吉布提、索马里及索马里兰 （未受国际普遍承认政权，被认为是索马里領土）接壤，西部與苏丹及南苏丹接壤，南部與肯尼亚接壤。埃塞俄比亚有超过1億居民，是全球人口最多的內陸國家，亦為人口第二多的非洲國家（僅次於尼日利亚）。國土面積為110萬平方公里，首都及最大城市是亚的斯亚贝巴。
衣索比亞於距今100萬年前的舊石器時代早期已有人類活動，並於公元1世紀左右出現最早的王國記載。中世紀時哈比沙人、阿姆哈拉人先後在此建立基督教王朝。19世紀初列强瓜分非洲，埃塞俄比亚在與義大利王國的戰爭中獲勝，成為當時極少數未遭列強殖民的非洲國家，並維持獨立至墨索里尼發動第二次義衣戰爭為止。二戰結束後，衣索比亞在復國時主張對厄立特里亚的統轄權，後者展開了長期的抵抗。1974年，门格斯图等軍官發動軍事政變推翻末代皇帝海爾·塞拉西一世，建立军政府，宣布走社會主義道路。1991年，亲阿尔巴尼亚的霍查派在内战中獲勝，埃塞俄比亚人民革命民主阵线（埃革阵）上台执政。自那時起，衣索比亞就長期處在未能解決的種族間衝突和以民主倒退導致的政治不穩定。自2018年起，區域及民族派閥發動席捲全國的多起武裝行動，2019年底，埃革阵改组为繁荣党繼續執政，並正式與交火數十年的厄立特里亚和解。然而繁荣党改組時各族裔間的矛盾浮上檯面，導致了隔年提格雷战争的爆發。
衣索比亞是一個多民族國家，有80多個不同民族。基督教是該國最廣泛信仰的信仰，也有相當數量的伊斯蘭教信徒，少數人信仰傳統信仰。這個主權國家是聯合國、24國集團、不結盟運動、77國集團和非洲統一組織的創始成員。首都阿迪斯亞貝巴是非洲聯盟、泛非工商會、聯合國非洲經濟委員會、非洲待命部隊以及許多關注非洲的全球非政府組織的總部。衣索比亞於2024年成為金磚國家正式成員。衣索比亞是最不發達國家之一，但有時被認為是新興勢力，因為外國在該國投資了農業和製造業，使得該國擁有在撒哈拉以南國家中最高的經濟成長率；農業是該國經濟中最重要的部分，在2022年佔國內生產毛額的37％以上。然而，就人均所得和人類發展指數而言，該國被視為貧窮國家，貧窮率很高，在人權方面表現不佳，種族歧視普遍存在，而且識字率僅有49％。

## 國名
埃塞俄比亞的名稱於自希臘文“Αἰθιοπία”（源於Αἰθίοψ，Aithiops，即埃塞俄比亞人），該字由αἴθω（aitho“燒焦”）和ὤψ（ops“面部”）兩個希臘詞彙合成，意思就是“曬黑的面”，形容非洲棕黑種人的膚色。古希臘歷史學家希羅多德採用了該字來代表撒哈拉沙漠以南的地區。
在希臘羅馬時代，大概從公元前850年開始，“埃塞俄比亞”是努比亞地區的別稱，到了三世紀阿克蘇姆帝國征服了努比亞地區，又成為了阿克蘇姆人對國家的稱呼。到了二十世紀，“埃塞俄比亞”正式成為國際通用的國家稱呼。
另外，埃塞俄比亞的舊國名阿比西尼亞（Abyssinia）是拉丁化的當地人自稱Ḥbštm和Ḥbśt（Ḥabashat），在阿拉伯語它演變成Ḥabasha，在塞巴語則演變成「'ḥbs」（'Aḥbāsh）。

## 历史

### 古代
古埃及古王國時期有一些關於該地的記錄。埃及商人约公元前3000年称努比亚或库施的南部为朋特之地和Yam。
Richard Pankhurst指出，早在第一王朝或第二王朝时古埃及人就拥有没药（出产自朋特之地）, 所以在古埃及时，两处已存在贸易。詹姆斯·亨利·布雷斯特德假设可以通过陆路达到尼罗河和它的支流（即青尼罗河和阿特巴拉）来实现这种早期贸易。 古希腊历史学家和地理学家阿伽撒尔基德斯曾记载早期古埃及的航海:“在古王國時期的繁荣时期, 在前30世纪与前25世纪期间, 为了控制尼罗河航线，古埃及的船最远航行到红海的出产没药的国家。”
在希伯来圣经《列王紀上》第10章中記載，公元前1000年左右，非洲曾經有一個示巴女王由於所羅門王的知識而來訪以色列王國。

### 中古與近世

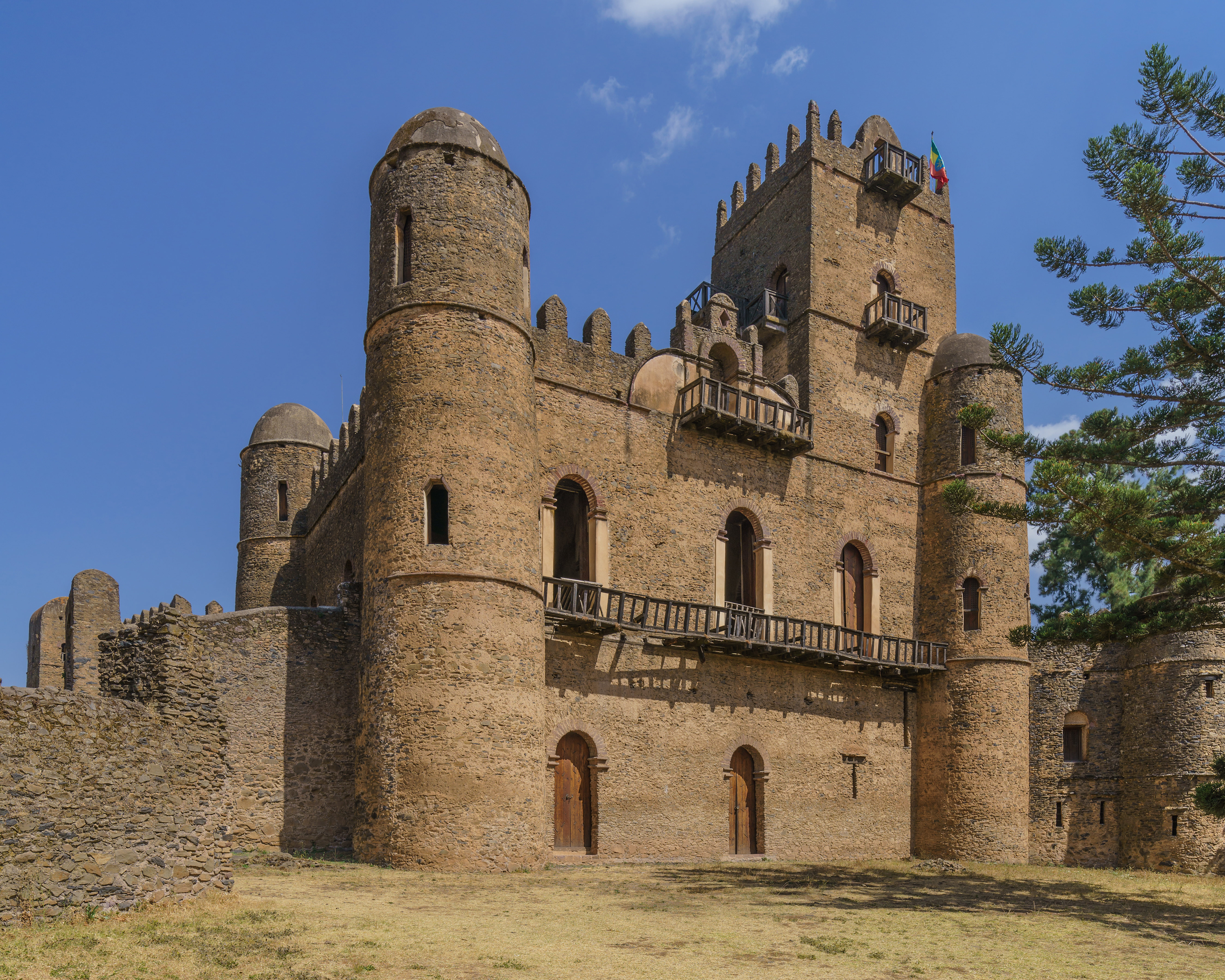
位於貢德爾的法西爾蓋比城堡，已被列入聯合國教科文組織世界遺產

埃塞俄比亚最早可考的政權是活躍於公元1-7世紀的阿克蘇姆帝國。13世纪，阿姆哈拉人建立所羅門王朝，展開對阿比西尼亞王国持續近700餘年的統治，中世紀的阿比西尼亞為東非一大強國，領土達至現今的蘇丹和索馬里，並在16世纪先後擊退了奥斯曼帝国和葡萄牙人的入侵。
19世纪初，古老的帝國已分裂为许多公国，史称“王子纷争时代”，期間英国、法國、義大利的殖民者先後將勢力伸入此地。1855年，貢德爾的領主特沃德羅斯二世擊敗各地諸侯，重新統一衣國登基稱帝。1889年，流亡貴族孟尼利克二世在義大利的扶植下取得政權，並正式确立埃塞俄比亚国名。隔年，由於雙方對烏查里條約的歧見，第一次義衣戰爭爆發，在長達6年的對抗後，衣索比亞擊敗義大利，並被後者承認為主權獨立國家。
1936年，義大利總理墨索里尼策畫了第二次義衣戰爭，此戰中義軍曾使用芥子毒氣，時任衣國皇帝的海尔·塞拉西一世流亡英國。直至1941年，義大利在二战东非战场上被英军击败、殖民地厄立特里亚被英国托管後，塞拉西一世才回到首都复位，並在政治上彻底倒向美英。

### 冷戰時期
二战结束后，美国大力扶持埃塞俄比亚帝国，雙方签订了十多个军事和经济协定，前者在該國设立基地、派駐军事顾问小组、並提供1.5亿美元的军援（占当时美国对全非洲军援的一半），埃塞俄比亚由此建立起一支较為现代化的部队。1950年6月，朝鲜战争爆发，埃塞俄比亚立即宣布支援联合国军。
1951年12月2日，在美国等国支持下联合国大会通过390号决议，英国对厄立特里亚的托管结束，1952年9月15日组成埃塞俄比亞和厄立特里亞聯邦，厄立特里亚保有相當程度的自治，諸如行政权（包括警察與税收等内务）、立法权、司法权和单独的旗帜。
1962年，塞拉西一世宣布解散厄立垂亞議會，埃塞俄比亚逕自将厄立特里亚改为轄下的一省，激起當地人民反抗。於此稍早建立的地方組織“厄解阵”与之后成立的“厄人阵”先后成為抵抗軍主力，埃塞俄比亚與其展開長達30年的战争。
1974年，在嚴重饑荒下，埃塞俄比亚发生革命和军事政变，皇帝被废黜，“德尔格”政权建立，由门格斯图掌握实权。1978年，在内战中德尔格政权转向苏联，获得大量苏援。然而，门格斯图政府的經濟政策對國家造成嚴重的損害，埃塞俄比亚在80年代出現前所未有的饑荒，各國為了抒解當地災情而舉辦了一個超大型演唱會募款，並由邁克爾·傑克遜和莱昂纳尔·里奇為大會作了一首主題曲《天下一家》；埃塞俄比亚該次災情使世界關注到第三世界武器氾濫，以及富裕國家的經濟壟斷造成的全球經濟失衡，引致1980年代的綠色運動思潮。1987年9月，該國更名为“埃塞俄比亚人民民主共和国”。1989年9月，在埃塞俄比亚的苏联顾问与古巴军人全部撤出。

### 現代
经过多年内战，1991年5月28日，门格斯图政权被亲阿尔巴尼亚的霍查派掌握的埃塞俄比亚人民革命民主阵线（埃革阵）武装推翻。埃革阵组建埃塞俄比亚过渡政府，梅莱斯·泽纳维任临时总统；厄立特里亚人民解放阵线（厄人陣）也组建厄立特里亚过渡自治政府。1993年，两年过渡期满，厄立特里亚经全民公决，脱离埃塞俄比亚独立。1994年，埃塞俄比亚制定新宪法，明确规定各民族拥有自决权利。1995年8月，新宪法生效，改国名为“埃塞俄比亚联邦民主共和国”，為內閣制國家。梅莱斯从1995年起，一直擔任埃塞俄比亞總理之職，直至其逝世。
1997年，厄人陣与衣革陣決裂，厄立特里亚开始推行自己的货币“纳克法”。1998年5月，埃厄战争爆发，造成了共計約7萬人的死傷。最終埃厄雙方於2000年6月停火，海牙的常設仲裁法院判定大部分爭議領土歸於厄利垂亞。
進入21世紀，受益於政情基本穩定以及咖啡、油菜籽等經濟作物出口成長，衣索比亞進入了一段發展期，國內生產總值（GDP）大幅增長，世界銀行統計衣國在2004年至2014年期間以每年平均10.9％的速度快速增加。
2011年，非洲之角地區由於長年戰亂以及大規模旱災爆發嚴重饑荒，許多索馬利亞人逃入衣索比亞，其影響直至隔年才逐漸回復。
2014至2016年，聖嬰現象帶來的不規則降雨使衣索比亞高原陷入先旱後澇的情況，農牧業受到普遍影響，農民的不滿使衣國抗議及衝突頻傳，並使以往在衣索比亞不明顯的種族問題浮上檯面。2016年衝突加劇，在北部，佔衣國總人口三分之二的奧羅莫人與安哈拉人，對僅約總人口6%提格利尼亞人長期執政產生埋怨，爆發了大規模抗議並遭到武力鎮壓；在南部，奧羅莫人與索馬利亞人和蓋德奧地區原住民之間長期的土地糾紛演化為暴力行動，奧羅莫、索馬利亞和蓋德奧都出現大量逃亡的難民。
2018年，曾任職衣國網路安全局（Ethiopian Information Network Security Agency, INSA）的阿比·艾哈邁德當選埃塞俄比亚總理，他走訪厄利垂亞並宣布解除雙方敵對關係，並解除了衣國原先對大部分網站的封鎖。然而同年奧羅莫人與蓋德奧原住民之間再次爆發嚴重衝突，此次紛爭迫使140萬蓋德奧人出逃，為該年全球最大規模的難民潮。衣國國防部在當年2月至6月期間宣布了國家緊急狀態。面對不同族群間頻發的衝突，衣國政府最終宣布將在2020年8月16日舉行大選，諸如索馬利亞州州長穆斯塔法·穆罕默德·奥梅尔等衣國各派系異見領袖亦參選。因疫情與內戰影響該場大選被迫延期, 各州分別於2021年6月、9月方才舉行選舉。
2019年6月，總理阿比發表緊急談話宣告阿薩米紐·齊格發動的軍事政變失敗，當時衣國網路遭到管控而中斷。
2020年11月，埃塞俄比亚联邦政府和提格雷人民解放阵线之间爆发提格雷战争。直至2021年底雙方停戰前，交火已造成10餘萬名死傷，以及200萬人的難民潮。

## 地理
埃塞俄比亚面积1,104,300平方公里，三分之二地区为埃塞俄比亚高原，一般海拔2500～3000-米，在非洲各国中平均地势最高；东南属索马里高地；东非大裂谷纵贯全境中部；沙漠和半沙漠占领土的28%。
自1993年5月厄利垂亞省獨立建國之後，埃塞俄比亚成為一個內陸國，鄰國有吉布提、厄利垂亞、蘇丹、南蘇丹、肯尼亞和索馬里。首都在亞的斯亞貝巴。另外，與肯亞、南蘇丹交界的伊雷米三角，埃塞俄比亚及南蘇丹各自宣稱擁有主權和管轄權，現由肯亞管轄。

### 气候
热带草原气候和亚热带森林气候为主，兼有山地和热带沙漠气候。
年降水量从西部高原的1500毫米向东北、东南递减到500毫米。

### 水文
境内多河流、湖泊，塔纳湖为最大的湖泊。西北有藍尼羅河流經。西南有奧摩河經過，最後流入图爾卡納湖。藍尼羅河發源于衣索比亞，也是整條尼羅河最大的水量來源。1990年代衣索比亞欲向非洲發展銀行貸款以修建水库，卻被尼羅河下游的埃及用外交勢力否決，後來向中國貸款才獲得修建水庫的經費。

## 政治
|  |  |  |  |  |

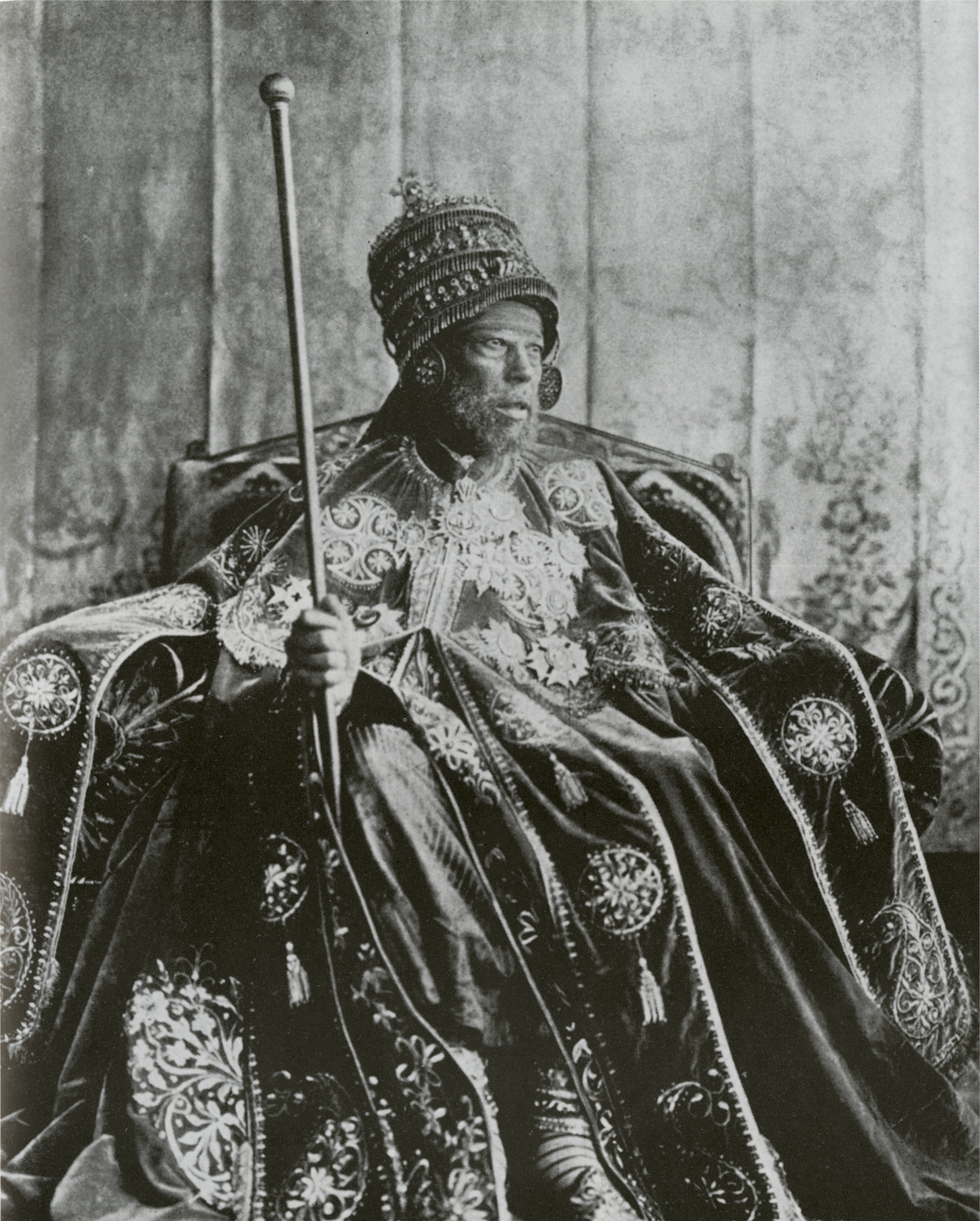
埃塞俄比亚皇帝孟尼利克二世（1889年－1913年在位）

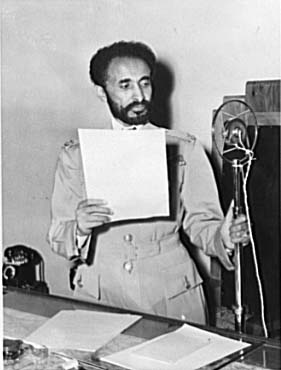
發表演說的皇帝海爾·塞拉西（1930年－1974年在位）

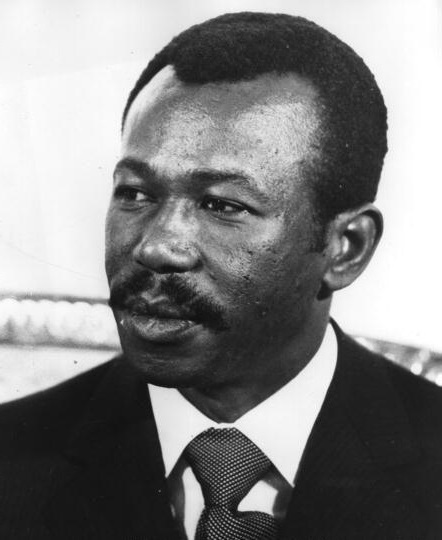
德爾格政權領袖門格斯圖（1977年－1991年在任）

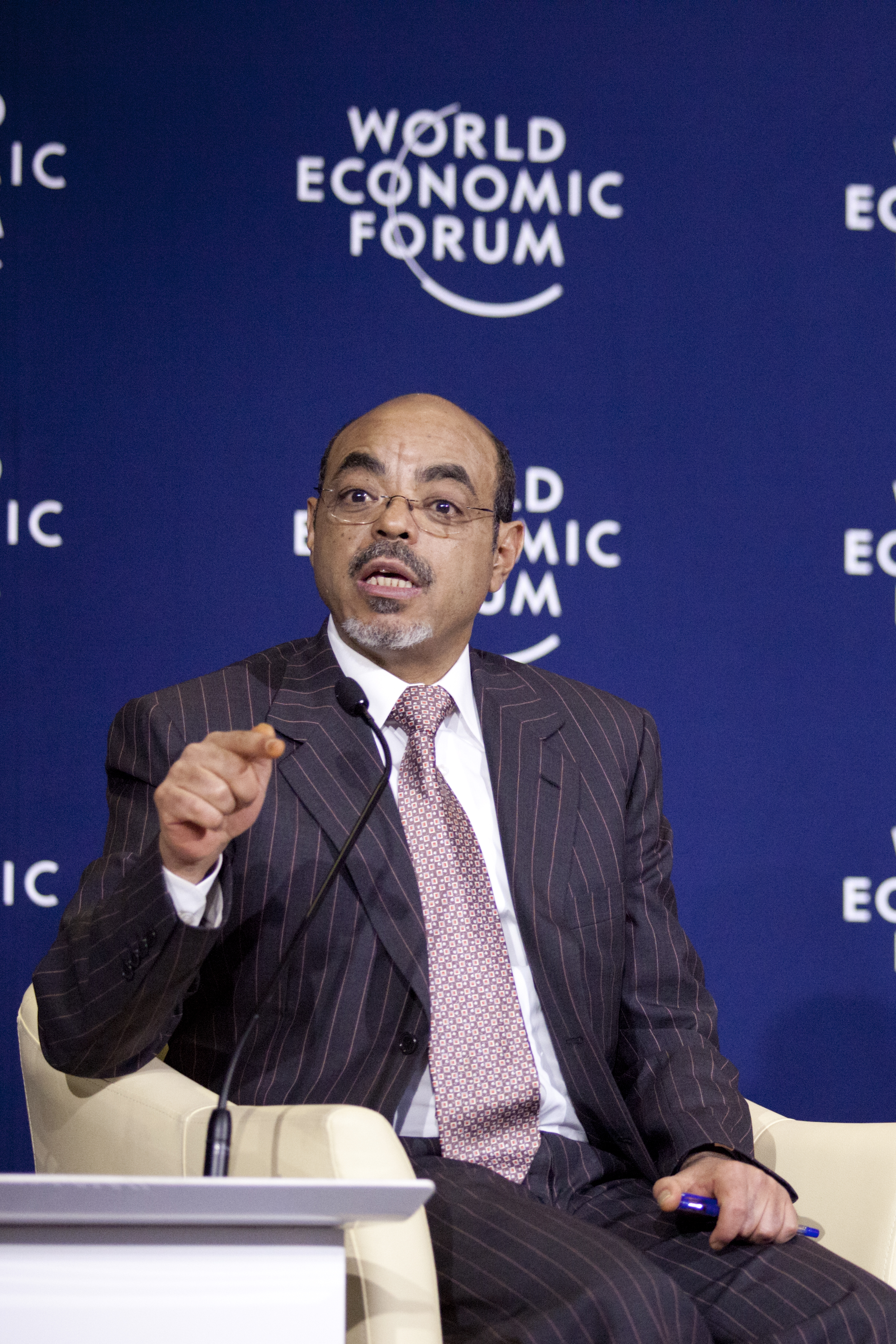
埃塞俄比亚前總理梅莱斯·泽纳维（1995年－2012年在任）

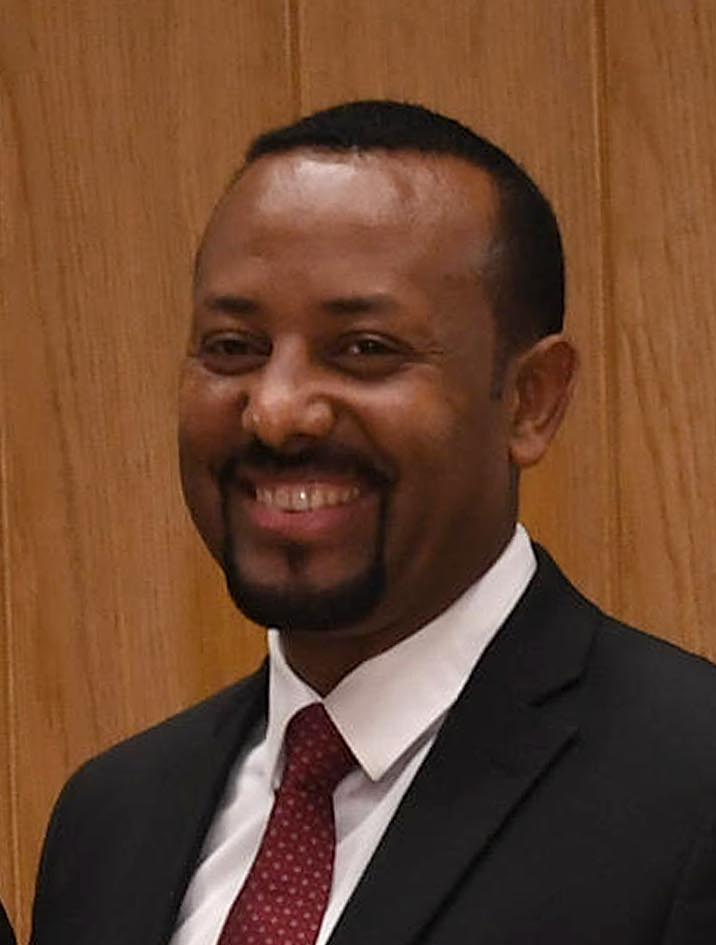
埃塞俄比亚總理阿比·艾哈邁德（2018年至今在任）

1994年12月，制宪会议通过《埃塞俄比亚联邦民主共和国宪法》，决定改國體为联邦制；政體实行三权分立和議會內閣制，實行政教分离。总统为国家元首，由人民代表院提名，经联邦院和人民代表院三分之二多数同意后通过，任期为6年，最多可连任两届。总理和内阁拥有最高执行权力，由多数党或多党联合组阁，集体向人民代表院负责。联邦议会由人民代表院和联邦院组成。人民代表院系联邦立法和最高权力机构，由选民直选产生的547名议员组成，少数民族至少占20席，任期五年。联邦院拥有宪法解释权，以及裁决民族自决或分离、各州间纠纷等权力，由大约117名各民族代表组成，每个民族至少有一位代表，此外每百万人口可增选一名代表，由各州议会推选或人民直选产生，任期五年。各民族平等自治，享有民族自决和分离权，任何一个民族的立法机构以三分之二多数通过分离要求后，联邦政府应在3年内组织该族进行公决，多数赞成即可脱离联邦。各州可以本族语言为州工作语言。
埃塞俄比亚人民革命民主阵线执政的政府成立后，积极与反對黨接触、对话，致力于政治和解，制定和实施五年发展计划，执政地位得到巩固，梅莱斯始终担任主席。创建以民族联邦制为基础的联邦政体，以发展经济为重点，注重协调稳定、发展和民族团结三者间关系。2001年埃革阵“四大”通过新党章、党纲，确立了各民族平等参与国家事务的“革命民主”和“资本主义自由市場經濟”的政经发展方向。埃塞俄比亚经常在首都和多民族混居区域的主要城市发生暴力活动，造成流血冲突。
埃革阵政府曾长期努力推动政治与社会和谐，促进内部稳定，并大赦反政府组织领导人。2019年，埃革阵主体部分改组为繁荣党，但掌控政权长达27年的提格雷人民解放阵线拒绝加入。衣索比亞國會傳統運作方式，是由規模大的民族黨團主導，改革后的不满情绪滋生，虽然政府控制局势能力较强，政局总体保持稳定，但基于民族的分离主义反政府武装在边远地区制造恐怖袭击事件，局部地区安全的形势有所恶化。

## 軍事
埃塞俄比亚的军队是埃塞俄比亚国防军。由于2000年的埃厄战争之厄立特里亚的一方的影响，埃塞俄比亚的领土大小受到了波动，2002年埃军的兵力为40万人。这个数字是1991年德尔格政权垮台之后的首次披露的相关数据。然而，这个数据还比真实数据少——2007年1月的索马里战争，埃军宣称有30万的军队。
埃军由3个部分组成：埃塞俄比亚陆军、埃塞俄比亚空军、埃塞俄比亚警察部队和埃塞俄比亚民兵。因其为一个内陆国家，埃塞俄比亚没有海军。但在1950年，埃塞俄比亚与厄立特里亚组成联邦，在红海占有了一道海岸线，遂1955年组建了埃塞俄比亚海军。直到1991年，厄立特里亚独立分离埃塞俄比亚内陆时，此军队才解散。埃塞俄比亚今日拥有几个维修武器的工业防御组织，它们大多数都是在德尔格政权下为建立军工混成集团制定计划的制造业机构。

## 行政區劃

衣索比亞行政區劃（2023年8月）

衣索比亞劃分為12個州和2個特别市：
| 級別   | 旗帜 | 名稱                 | 人口       | 面稱（平方公里） | 人口密度（每平方公里） | 首府     | 地圖 |
| ------ | ---- | -------------------- | ---------- | ---------------- | ---------------------- | -------- | ---- |
| 州     |      | 阿法爾州             | 1,389,004  | 96,707           | 14.36                  | 塞梅拉   |      |
| 州     |      | 阿姆哈拉州           | 19,120,005 | 159,173.66       | 120.12                 | 巴赫达尔 |      |
| 州     |      | 本尚古勒-古馬茲州    | 625,000    | 49,289.46        | 12.68                  | 阿索萨   |      |
| 州     |      | 甘貝拉州             | 247,000    | 25,802.01        | 9.57                   | 甘贝拉   |      |
| 州     |      | 哈勒爾州             | 196,000    | 311.25           | 629.72                 | 哈勒尔   |      |
| 州     |      | 奧羅米亞州           | 26,553,000 | 353,006.81       | 75.22                  | 阿达玛   |      |
| 州     |      | 索馬里州             | 4,329,001  | 279,252          | 15.5                   | 吉吉加   |      |
| 州     |      | 南衣索比亞州         |            |                  |                        | 索多     |      |
| 州     |      | 提格雷州             | 4,334,996  | 50,078.64        | 86.56                  | 默克莱   |      |
| 州     |      | 锡达马州             |            | ～12,000         |                        | 阿瓦萨   |      |
| 州     |      | 西南埃塞俄比亚人民州 |            | ～39,400         |                        | 邦加     |      |
| 州     |      | 中埃塞俄比亚州       |            |                  |                        | 霍萨埃纳 |      |
| 特别市 |      | 亞的斯亞貝巴         | 3,147,000  | 530.14           | 5,936.2                |          |      |
| 特别市 |      | 德雷達瓦             | 398,000    | 1,213.20         | 328.06                 |          |      |

## 人口
埃塞俄比亚的人口有约1.1亿（2019），相較於1983年僅3350萬，於19世紀僅約900萬，根據2007年的人口及住房普查顯示1994年至2007年間年均人口增長率為2.6%，較1983年至1994年間的2.8%略為下降，但人口成長率仍居於世界前十位。於2060年時預估將達2.1億人，為2011年的2.5倍。
全國約有80多個民族，所使用的語言大多數屬亞非語系，主要為闪米特语族及庫希特語族分支，後者則包括了奥罗莫人、阿姆哈拉人、提格雷尼亚族及索馬里族，這四個民族即佔埃塞俄比亚四分之三以上的人口。
根據2007年埃塞俄比亚人口普查，奧羅莫人為最大民族，佔34.49%，阿姆哈拉人佔26.89%，索馬里族及提格雷族分別佔6.2%及6.07%，其他民族分別為錫達莫族4.01%、古拉格族2.53%、沃萊塔族2.31%、哈迪耶族1.74%和阿法爾族1.73%、加莫族1.5%、Kefficho族1.18%和其他佔11%。
在1980年代以前，埃塞俄比亚居住着大量的埃塞俄比亚犹太人，称为贝塔以色列，在以色列立国后，他们便逐渐离开埃塞俄比亚移居以色列。

### 语言
阿姆哈拉語和英语為聯邦工作語言。主要民族語言有奧羅莫語、提格雷尼亚语。根據民族語統計，埃塞俄比亚境內共有90個獨立語言。

衣索比亞的語言使用概況

### 宗教
| 埃塞俄比亚宗教 | 埃塞俄比亚宗教 | 埃塞俄比亚宗教 | 埃塞俄比亚宗教 | 埃塞俄比亚宗教 |
| -------------- | -------------- | -------------- | -------------- | -------------- |
| 宗教           | 宗教           |                | 百分比         | 百分比         |
| 基督宗教       | 基督宗教       |                | 67.3%          | 67.3%          |
| 伊斯蘭教       | 伊斯蘭教       |                | 31.3%          | 31.3%          |
| 非洲傳統信仰   | 非洲傳統信仰   |                | 0.6%           | 0.6%           |
| 其他           | 其他           |                | 0.8%           | 0.8%           |

埃塞俄比亚是一个具有悠久和丰富的基督宗教传统的国家，早期基督教从公元1世纪开始就已经在埃塞俄比亚北部和中部传播了。现在全国人口中67.3%信仰基督教（其中全国人口的43.8%信奉埃塞俄比亞正統合性教會，22.8%信奉新教，0.7%信奉天主教）。埃塞俄比亚也是伊斯兰教最早传播到的国家之一，31.3%信仰伊斯蘭教。0.6%信仰原始宗教，0.8%信仰其他宗教。历史上埃塞俄比亚境内一直有大量犹太人，他们自称贝塔以色列人，为古犹太人部落的分支之一。从20世纪70年代开始， 他们大都返回至以色列定居。

## 經濟

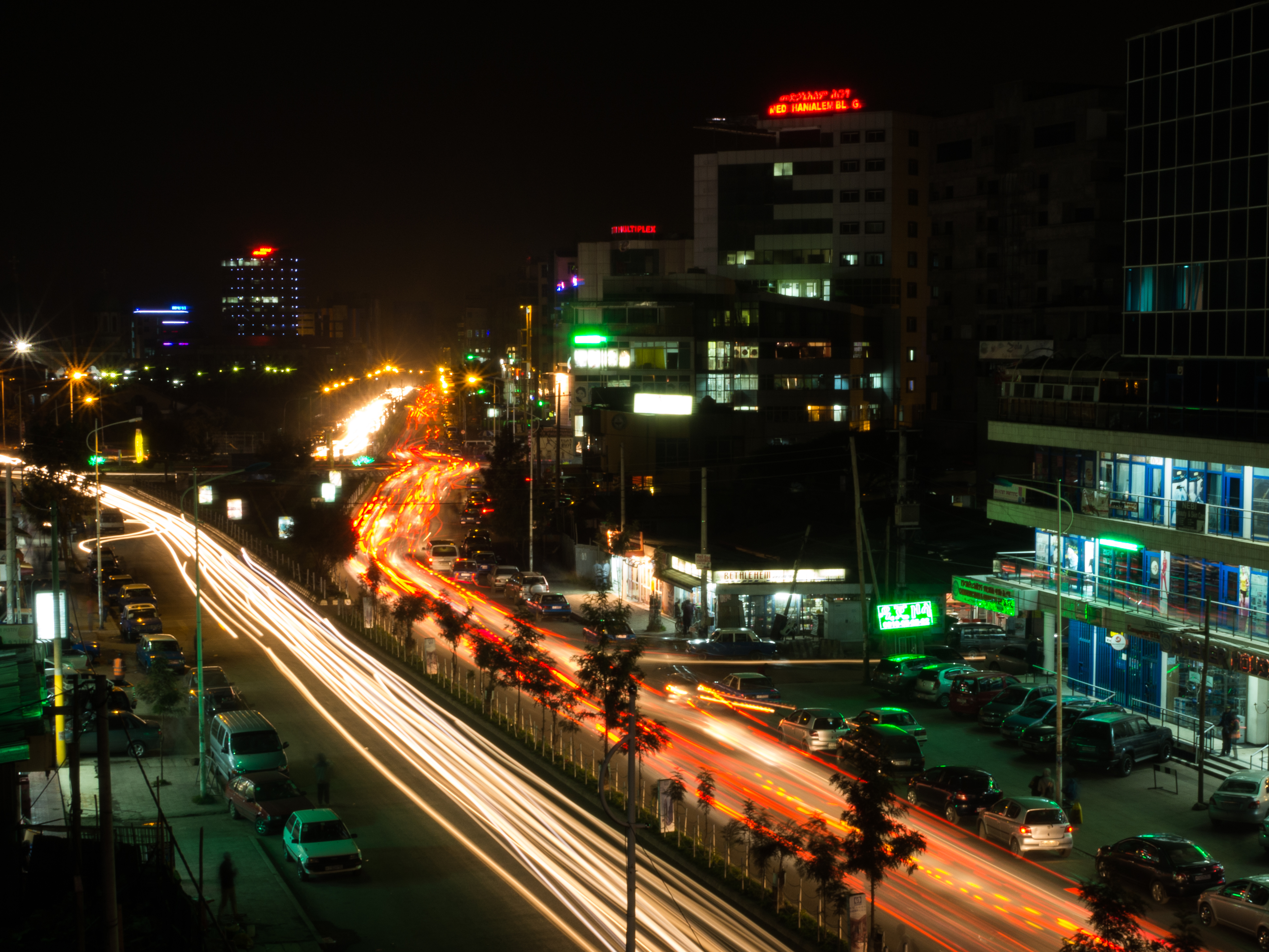
首都亚的斯亚贝巴夜景

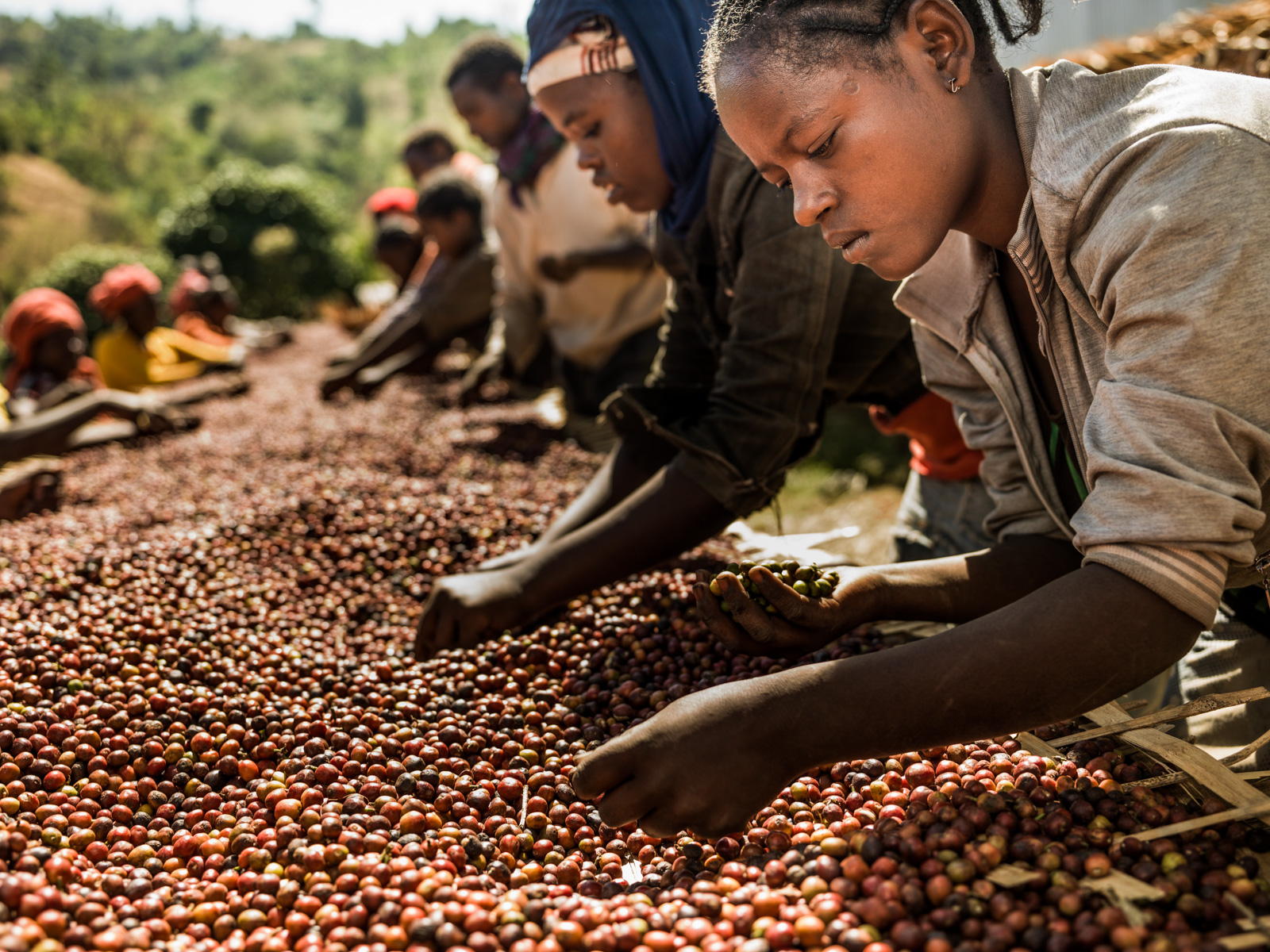
咖啡為埃塞俄比亚重要的經濟作物

埃塞俄比亞是非洲第二大人口大國，為世界上增長最快的經濟體之一，2019年的國內生產總值排名非洲第八位，但對比已開發國家的經濟仍顯得較為落後。1992－1997年经济年均增长7％，1998年因埃厄边界冲突爆发而导致经济发展受挫。2012年国内生产总值为375亿美元，经济增长率达8.5%。汇率是1美元约等于17.5比尔。

### 農牧業
農牧業人口佔全國人口的百分之八十。埃塞俄比亚是咖啡的原產地，咖啡至今仍是重要的經濟作物，年產量一般在20萬噸左右，其他經濟作物有油菜籽、豆類、小麥、玉米、高粱等，糧食基本自給。畜牧業發達，牲畜存欄量居非洲首位。

### 工業
工業有紡織、建築伐木、水泥和農畜產品加工，新建有煉鋼、石油提煉等。主要貿易對象有美國、日本、俄羅斯、意大利，出口咖啡、牛羊皮、油菜籽等。近年來，中國與埃塞俄比亞的經貿關系日益緊密，埃塞俄比亞也成為了中國商人和企業進出非洲的主要中轉地。
目前，埃塞俄比亚使用童工的现象仍十分普遍。

### 觀光業
埃塞俄比亚具有3000年文明史，有着大量的自然、文化和历史名胜，但受限於基礎建設，目前仍是一个尚未开发的旅游市场。儘管如此，过去的十年里，埃塞俄比亚的旅游业呈稳步增长态势。国际游客人数从1990年的64000人上升到2013年的68万人，预计到2024年将达到81.5万人。
埃塞俄比亞高原是人類最早的發祥地，也是青尼羅河、阿特巴拉河、索巴特河、謝貝利河和朱巴河等眾多河流發源地。東非大裂谷由東北向西南縱貫埃塞俄比亞高原中部，在裂谷斷層的深處形成了如蘭加諾湖等眾多的湖泊。同時埃塞俄比亞還擁有始建於12世紀的拉利貝拉岩石教堂群、阿克蘇姆遺址等眾多世界文化遺產。

## 卫生事业
根據世界銀行的艾滋病毒項目全球負責人介紹，在埃塞俄比亞每100,000人裡就會有一名醫生。然而另一份報告來自世界健康組織給出了一組數字，1936個埃塞俄比亞醫生，使世界銀行的數字升到每100,000人裡就有2.6個是醫生。這些數據表明了高等學歷人才離開埃塞俄比亞前往西方尋求更多就業和經濟機會的现状。
埃塞俄比亞的主要身心健康問題被認為是關於衛生條件和營養不良而引發的傳染病。超過4400万(近埃塞俄比亞人口的一半)沒有乾淨的水可以喝。這些身心健康問題是由醫生，護士和醫療設備的短缺而造成的。

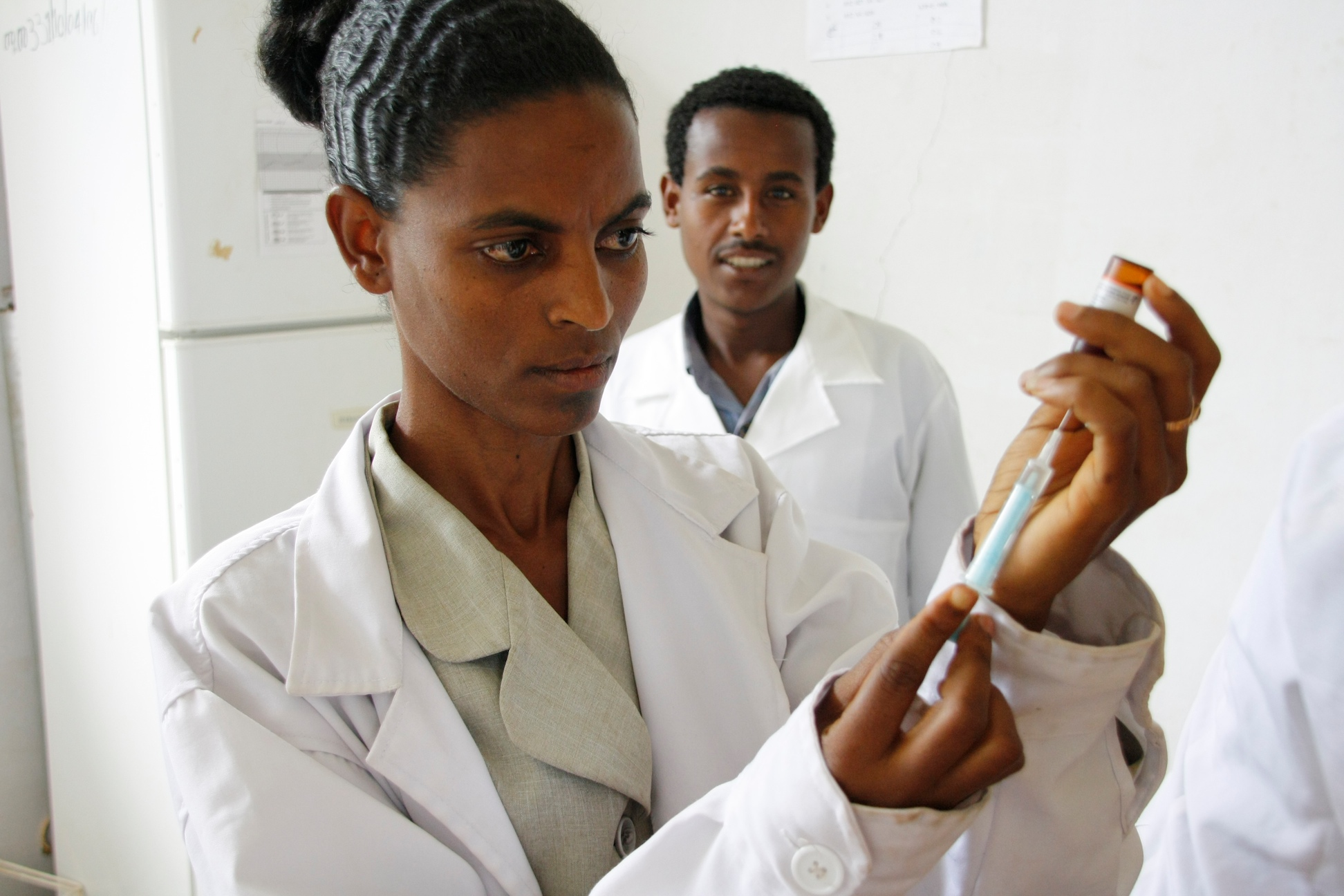
医生准备疫苗

埃塞俄比亞的公共健康的狀態是在城市要比農村好得多。出生率、嬰兒死亡率和正常死亡率在城市比農村地區低，由於教育、藥品和醫院在城市有著優質的設施對比於農村。在城市中，人們的平均壽命為53歲，在農村地區是48歲。由於衛生是一個問題，利用改進的水源比例也隨趨勢上升；相比農村地區11％城市是81％。正如在非洲其他地區，許多人為了希望有更好的生活條件而移居城市。
醫護人員與現代醫學培訓的低可用性，和資金不足的醫療服務，導致了使用家庭為基礎的療法醫治常見疾病可靠性較差的同時體現了傳統治療的優勢。
在埃塞俄比亞有119家醫院（12僅亞的斯亞貝巴）和412家保健中心。埃塞俄比亞人有58年平均預期壽命，這是相較低的。和在這國家的嬰兒死亡率比較高，因為有8%的嬰兒在出生後不久死亡（雖然這是從1965年的數字16％到8%，有著顯著降低）。生育有關的併發症如產科瘺仍然影響許多國家的婦女。

## 交通
埃塞俄比亞的公路运输占全国总运量的90%，2002年道路總長度33,297公里，其中公路24,000公里，約9000公里公路可全年通行。全国共有40多个机场，其中亚的斯亚贝巴、迪雷达瓦和巴赫达尔为国际机场。首都亚的斯亚贝巴博莱国际机场為非洲年度最佳机场，向15家航空公司提供地勤服务。
埃塞俄比亞鐵路總長781公里。自19世纪以來，法国修建的埃塞–吉布提铁路長期提供從首都到鄰國吉布提港口的客货运输，該路段跑完全程約需一周时间。2010年，埃塞开始招标电气化准轨铁路亚吉铁路，全长756km，其中埃塞境内全长656km，总投资约40亿美元。該案由中国国铁得標，其中約70%經費由中国进出口银行提供优惠贷款。該路段采用中国国铁II级电化技术标准，设计时速120公里，从设计、施工、监理，到轨料、施工装备、通信讯号和电气化设备、机车车辆，全部使用中国产品，並由中国铁旗下的中国土木工程集团有限公司、中铁二局等承建。亞吉铁路已於2016年完工开通，成为非洲第一条跨国标准轨电气化铁路，最終全长計752.7公里、共45个车站，目前該鐵路为埃塞俄比亚和吉布提共同運營，也分别是两国唯一運作中的铁路。
埃塞俄比亞交通部规划以埃塞吉布提铁路为重点，在2020年前建设约5000公里的铁路网，包括从亚的斯亚贝巴到南苏丹的西线铁路、从亚的斯亚贝巴向北连通北部各重要城市的北线铁路，以及从亚迪斯亚贝巴沟通肯雅边境的南线铁路。

## 飲食

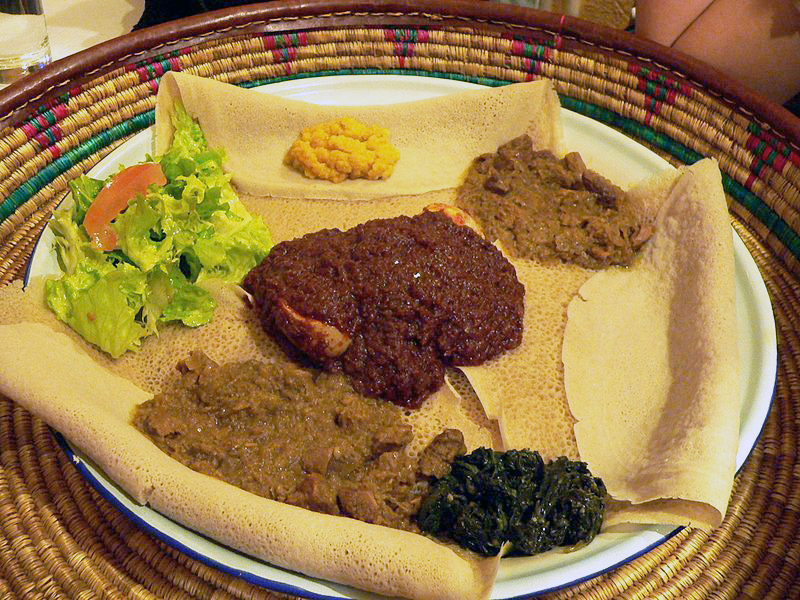
英杰拉

衣索比亞人的主食主要是用發酵過的苔麩麵糊製作的英傑拉餅和許多稱為「沃特」（阿姆哈拉語：ወጥ, IPA: [wətʼ]）的燉煮。因為曾被義大利短暫佔領，衣索比亞人也常吃意式面食。
埃塞俄比亞高原也是世界咖啡原產地，傳說自公元9世紀始便有飲用咖啡的文化，今日當地人仍延續傳統的咖啡禮儀來招待賓客，在九月中旬的十字架節期間更會在宴客前用花朵裝飾地板。

## 外部連結
- 中华人民共和国驻埃塞俄比亚联邦民主共和国大使馆经济商务参赞处（页面存档备份，存于）
- 衣索比亚Travel and Foto  （页面存档备份，存于）
- 衣索比亚speciality咖啡的故事
- 《世界概况》上有关Ethiopia的条目 （英文）
- 中的“埃塞俄比亚” （英文）
- 維基媒體的埃塞俄比亚地圖集  （英文）
- OpenStreetMap上有關埃塞俄比亚的地理

8°N 38°E / 8°N 38°E